# РС-68
Pratt & Whitney РС-68 (Rocket System 68 - Ракетни систем 68) је ракетни мотор који као гориво користи мешавину течног водоника са течним кисеоником и представља највећи мотор на свету који као гориво користи водоник. Развој овог мотора је започет деведесетих година са циљем да се произведе простији, јефтинији и снажнији ракетни мотор за покретање ракете Делта IV. Постоје три верзије мотора: основни РС-68, побољшани РС-68А и РС-68Б који је развијен за агенцију НАСА.